# Fika

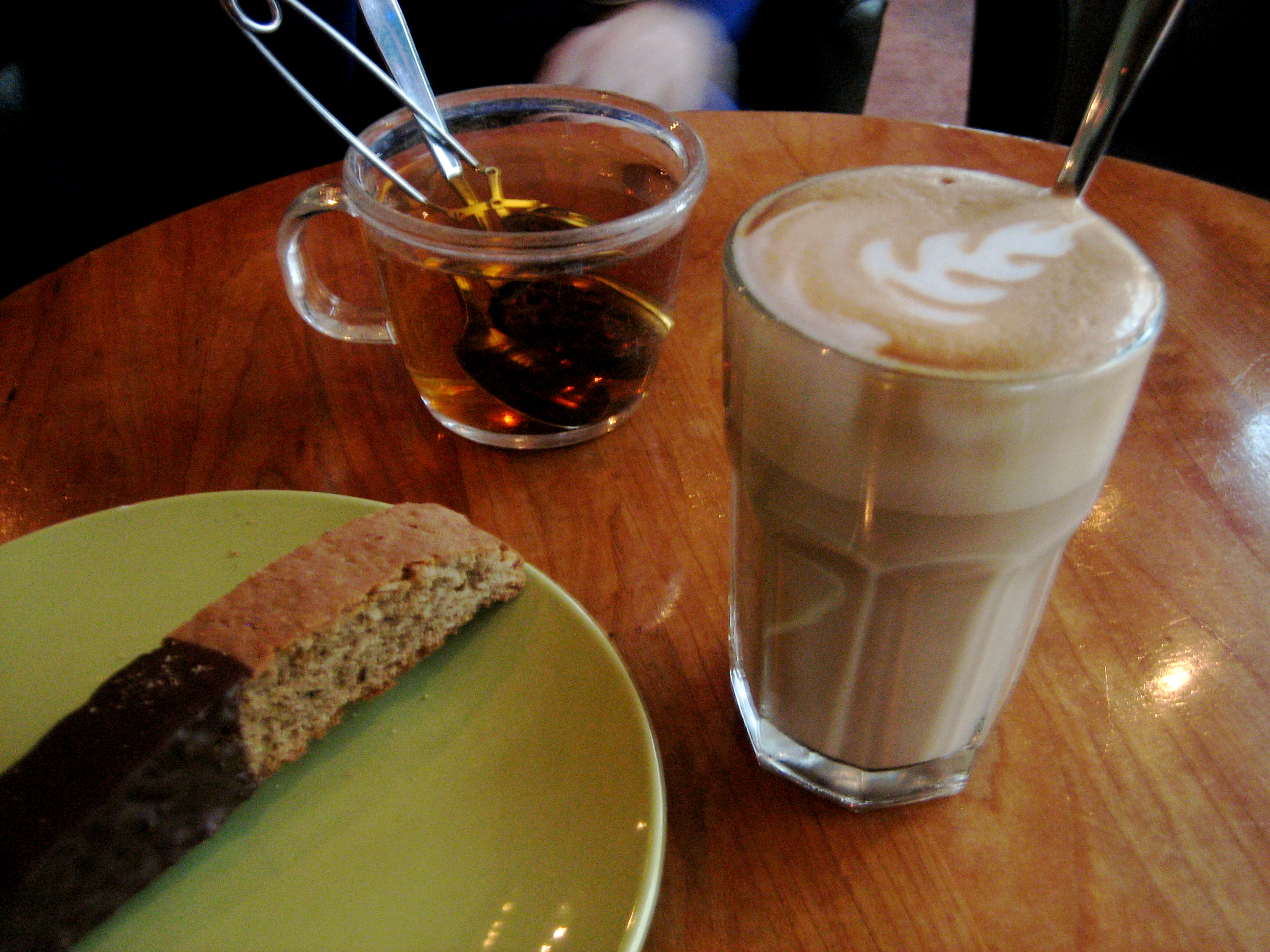
En modern fika inomhus på ett kafé med caffe latte, kaka och te.

Fika är en svensk samhällsinstitution som innebär en avkopplande paus i kombination med intagande av kaffe, te eller annan dryck och ibland kaffebröd, smörgåsar eller något annat ätbart i mindre storlek. En fika kan äga rum på exempelvis ett kafé eller konditori, på arbetsplatsen, som kyrkkaffe, i hemmet och även utomhus. Fika är vanligtvis förknippat med mellanmänskligt umgänge, även om det är möjligt att fika ensam. Ordet fika används både som verb och substantiv. Fika har under 2000-talet använts för att marknadsföra Sverige och svensk samhällskultur globalt.

## Definition och förekomst
Det finns olika typer av fika. Dels kan det vara en paus från arbete, men även en fritidsaktivitet och ett sätt att lära känna någon på, exempelvis som ett alternativ till dejtning eller ett möte. En fullständig större måltid som lunch eller middag kallas i sig inte fika. Däremot kan man fika direkt efter måltiden, ibland kallat "ta en fika på maten". Fika kan vara en del av uppvaktning eller hedrande och då förekomma i ordsammansättningar som födelsedagsfika, bröllopsfika eller begravningsfika. Ordet snabbfika finns i Svenska Akademiens ordlista och beskrivs som vardagligt. Det används dels om en kort fikapaus, dels om recept på fikabröd och dylikt som går snabbt att tillreda.

### Fika på arbetsplatser
Fika förekommer vanligen inom svenskt arbetsliv, i form av fikapaus eller fikarast – en fika tillsammans med kollegor. Ofta på fasta tidpunkter – exempelvis en gång mitt på förmiddagen och en gång mitt på eftermiddagen, men fikatider kan variera mellan arbetsplatser. Pausen är del av den betalda arbetstiden och kan på en arbetsplats tillbringas i ett fikarum eller lunchrum. Denna tradition kan anses vara en del av svensk kultur. Det anses troligt att den svenska fikatraditionen ger möjlighet till större meningsutbyte och förståelse arbetskollegor emellan.

## Historik

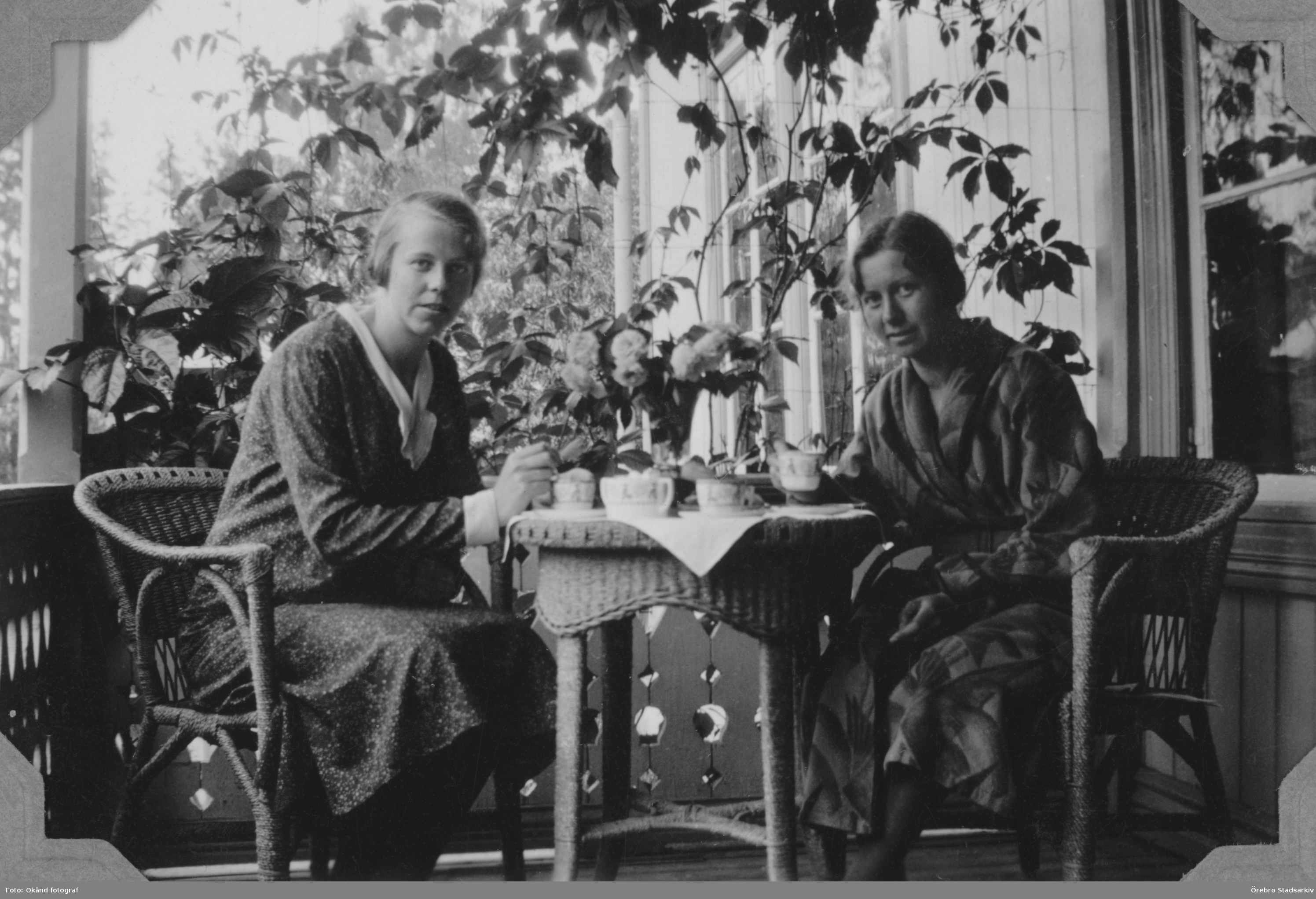
Två kvinnor fikar på en altan år 1932.

### Kaffets intåg i Sverige
År 1657 skickade kung Karl X Gustav politikern och diplomaten Claes Rålamb till Konstantinopel för förhandlingar med sultanen. Förhandlingarna misslyckades men under sin resa blev Claes Rålamb den första svensken att prova kaffe. Fikakulturen kopplas dock till införandet av kaffe i Sverige år 1685, då det första kaffet kom till Sverige. Till en början såldes kaffe på apotek med syfte att lindra sjukdomar. Kaffet fick därefter sitt stora genombrott i början av 1700-talet då Karl XII introducerade drycken i Sverige.

### 1700-tal till 1970-tal
Under 1700-talet blev kaffe en populär dryck och ett njutningsmedel bland borgerskap och adel. År 1740 kostade ett skålpund kaffe femtio daler kopparmynt, vilket motsvarade en bonddrängs hela årslön och orsakade kaffedrickandets höga status. Vid mitten av 1700-talet infördes flera förbud mot kaffedrickande år: 1756–1759, 1794–1796, 1799–1802 och 1817–1823.
I början av 1700-talet öppnade det första kaffehuset i Stockholm och år 1728 fanns det femton kaffehus i staden. På kaffehusen dracks inte bara kaffe utan även öl och brännvin. Under 1700-talet tyckte myndigheterna att Stockholms kaféer var problematiska på grund av alkoholserveringen. Kaffe var dyrare än öl, vin och sprit. När besökarna blev fulla orsakade detta bråk och stök. Många gäster spelade också kort om pengar, vilket var förbjudet. Det ursprungliga kaffehusen hade därför mer gemensamma nämnare med pubar än med de moderna caféerna. I Stockholm under 1880-talet fanns det fler än 800 kaféer med alkoholservering och 30 där man också kunde köpa kaffe.
Till en början besöktes kaffehusen främst av överklassen. Främst män från överklassen tillbringade delar av sin fritid på kaffehusen, där man diskuterade politik och spelade lättsamma spel.
Under 1800-talet började fler publika lokaler med kaffeservering samtidigt som fler började konsumera kaffe i hemmet. Kaffedrickandet spred sig under 1800-talet från människor med hög status, till att de mindre bemedlade i samhället fick tillgång till kaffe. Således kom kaffet att bli en folklig dryck under 1800-talets andra hälft och dracks nästan i samma omfattning som brännvin. När restauranger, arbetsplatser och kyrkor började servera kaffe i samband med olika tillställningar blev drycken även en social aktivitet. Sedan dess har konsumtionen av kaffe ökat, inte minst bland kvinnor, bortsett från ransoneringar under krigstid. Under 1800-talet var det vanligt att kaffet delvis eller helt var kokat på kaffesump eller gjort med kaffesurrogat. Surrogatet kunde exempelvis bestå av ärter, cikoriarot, spannmål eller hårda små rågbröd. Dessa bakades, rostades och krossades för att antingen blandas med riktiga kaffebönor eller bryggas direkt. I kaffet användes ofta ett klarskinn för att klarna upp kaffet. Skinnet, som drog åt sig grumlig sump, var oftast en bit torkat fiskskinn. Under början av 1900-talet blev det också vanligt att använda kaffegrädde eller tunngrädde i kaffet.
Svenskarna konsumerade mest kaffe i världen under perioden 1920–1970. Kaffet är en viktig komponent av att fika och en anledning till att vi konsumerade mer kaffe än i andra länder var att vi drack kaffe i hemmen, medan man internationellt sett drack kaffe i offentliga rum.

### Kaffebrödets framväxt
Innan 1800-talet var det vanligt att baka småbröd som kokats i fett, som exempelvis struvor och klenäter men också kringlor och anisbröd. Ibland användes även speciella redskap för att baka över öppen eld. Våffeljärn, rånjärn och munkpanna var vanligt under denna tid. I slutet av 1800-talet började det som under 2000-talet kallas kaffebröd att ta form i Sverige. Detta hörde ihop med den ökade tillgången på pressjäst, vetemjöl och socker samt att järnspisar blev vanliga. I Sverige hörde tillgången på vetemjöl länge ihop med högtider och de rika familjerna. Vete tål inte kyla och på grund av detta kunde inte veteodlingen expandera längre än till södra Sverige långt in på 1700-talet. Uppåt landet bakades det istället på havre, korn eller råg. Under andra halvan av 1800-talet blev vetemjöl istället en del av var mans bröd. Vetet blev under 2000-talet den dominerande brödsäden med bäst bakningsförmåga av alla sädeslag. Under 1850-talet startade även den industriella framställningen av jäst i Äsperöd i Skåne. För både den industriella bakningen och husbehovsbakningen var jästen mycket viktig och effektiv.
Kring 1800-talet var sockret en vara med en mycket exklusiv och värdeladdad status. Under 1870-talet började betsocker framställas och den inhemska odlingen av sockerbetor ökade, vilket medförde en ökad tillgång på socker som kunde användas i fikabröd. Under 1800-talet fick även järnspisen sitt stora genombrott och var en förutsättning för ett mer storskaligt bakande, men också husbehovsbakandet. Det senast nämnda var dock förbjudet under 1430–1840-talen. Då hade skråväsendet monopol på bakandet. Det var inte förrän skråväsendet försvann som det blev tillåtet att baka hemma. Järnspisens ugn var inte lämplig för storbak av matbröd, men passade däremot bra till att baka kakor i. I samband med den ökade tillgången uppstod många kakrecept. Utmärkande kaffebröd för den modernare fikakulturen är tillbehör som sockerkaka, kanelbulle, dammsugare, prinsesstårta, chokladboll och olika småkakor. 

### Kafferep

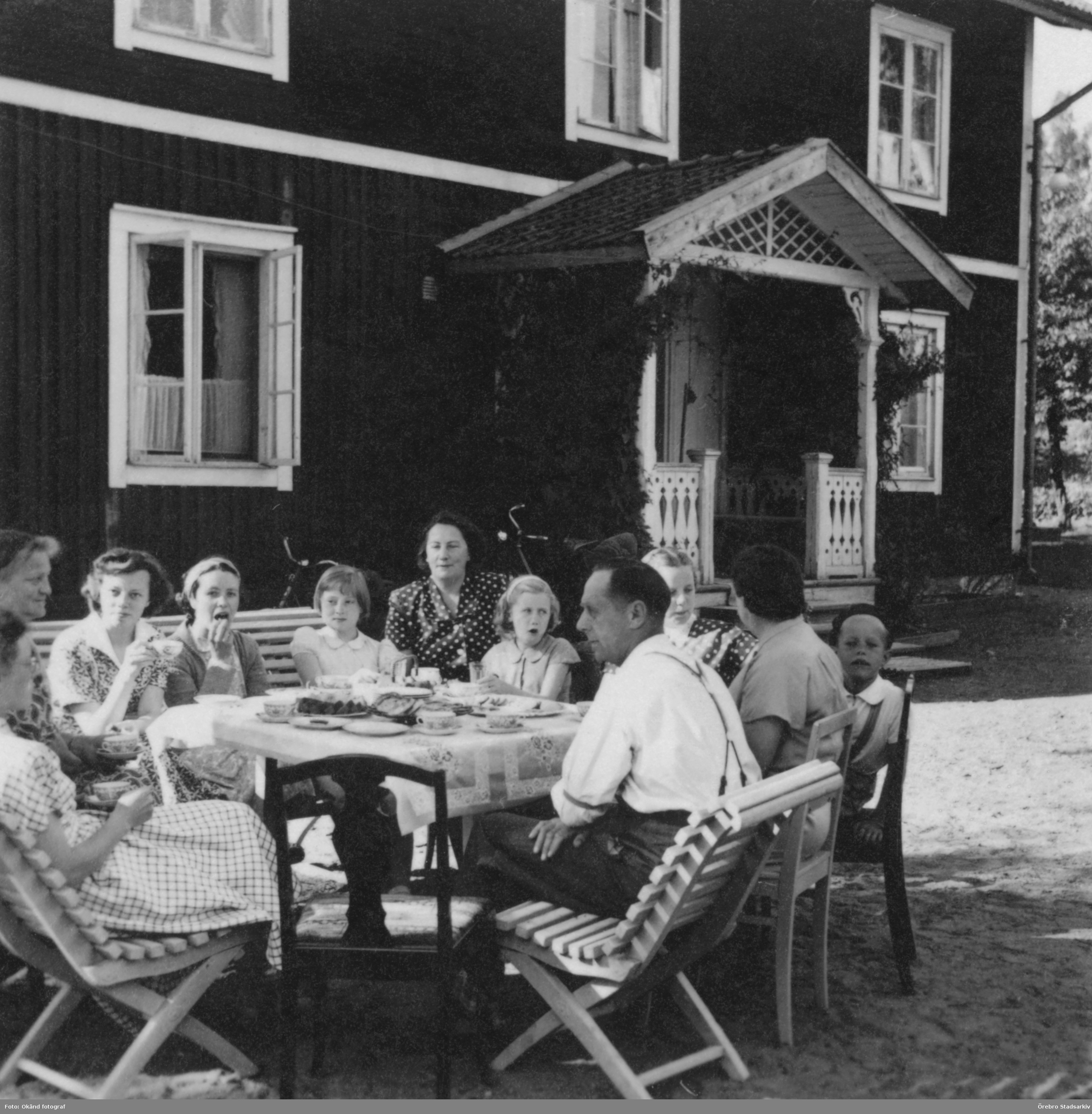
Fika vid Gästgivaregården i Svartå 1950-tal.

I samband med att kaffedrickandet ökade uppkom fenomenet kafferep under 1700-talet. På kafferep umgicks kvinnor genom att bjuda på kaffe och sju sorters kakor. För hemmafruar fyllde sammankomsterna en viktig funktion och var för många det enda tillfället där de hade möjlighet utbyta erfarenheter och umgås med andra kvinnor. Kvinnornas samvaro i hemmet kunde uppfattas som ett hot mot en social ordning där mannen egentligen förväntades ha full kontroll. Kaffebjudningarna var även ett tillfälle då hushållen kunde visa upp sig. Kafferep är det första fenomenet som liknar det moderna fikat. Fenomenet förekom i någon form under slutet av 1700-talet, men kafferepet med hembakta kakor blev mönstret för folkligt umgänge i Sverige under 1900-talet.
Ordet kafferep tros ha fått sitt namn av att man under bjudningen repade upp gammalt tyg som skulle bli till stoppning i kuddar eller lump, medan man drack kaffe och umgicks. Nöje med nytta förenades samtidigt som man smakade på värdinnans kakor. Bjudningsformen med kaffe och olika sorters kakor var under 1700-talet enbart avsedda för överklassdamer.  Möjligtvis kunde även prästen vara inbjuden och han kunde få en egen finare duk under sitt kaffekoppskuvert, en så kallad prästaduk. Kafferepen blev senare under 1800-talet vanliga i fler samhällsklasser, när inhemsk odling av sockerbetor sänkte priset på socker, samt att järnspisen underlättade hemmabakandet.
Under ett kafferep skulle värdinnan, enligt normen, samla gästerna kring ett dekorativt bord med mönstrat porslin, broderad duk, blommor i vas och en generös tillgång på tårta, mjuka kakor och småkakor. Det klassiska kafferepet inleddes ofta med att värdinnan bjöd på mjuka kakor som till exempel sandkaka eller rulltårta för att sedan avsluta med ett småkaksfat där sorterna inte fick understiga sju. Enligt traditionen var kvinnorna tvungna att ta en av varje sort och att tacka nej till en sort visade brist på bildning och uppfostran. Kafferepet kom därefter att avslutas med en tårta. Under 1900-talet varierade tårtorna mycket vad beträffar garnering och sort. På 1950-talet var Mockatårtan, Sans Rival, och Casablancatårta i ropet. När kvinnorna istället träffades till vardags på en syjunta fick endast en mjuk kaka och tre sorters småkakor förekomma.
Under 1900-talets andra hälft gick svenskarna över till att köpa allt mer bakverk i butik, istället för att baka hemma. Detta medförde att formen av kafferep också kom att vidgas och ersattes av ett mer varierat fikande i hemmen, på kafé och på jobbet.

### Det folkliga umgänget
Det folkliga kaffekalaset under 1900-talet utgör ett tydligt exempel på hur söta bakverk, vilka tidigare setts som exklusiva statusobjekt, demokratiserades och växte in i fler samhällsklassers sociala liv. Det idealistiska kafferepet under mitten av 1900-talet hade nämligen samma utmärkande egenskaper som de välbärgades exklusiva dessertbord under 1800-talet.
Historiskt sett har svenskarna druckit relativt stora mängder kaffe och kaffedrickandet har i första hand ägt rum i hemmen. Till en början nyttjades det uteslutande av den välbärgade befolkningen och av kvinnor. Damer i de övre samhällsklasserna samlades på kafferep i borgerliga hem för att ägna sig åt småprat över en kopp kaffe och handarbete. Från 1800-talets mitt spred sig kaffekonsumtionen till fler samhällsklasser och blev ett alternativ till rusdrycker som tidigare präglat det folkliga umgängets festligheter. Vanliga rusdrycker var exempelvis gravöl, skördeöl och barnsöl. Med tiden blev kaffekalaset standardformen för en anständig tillvaro i det folkliga umgänget. Dock dröjde det innan fina mjuka bakverk infördes på kaffekalas på landsbygden. Där serverades istället torra saker som skorpor att doppa i kaffet eller en sockerbit att suga på.
Under första halvan av 1900-talet ledde ett ökad utbud på vetemjöl och socker, i kombination modernare spisar, till att det gradvis blev en alldaglighet att baka finbröd och söta kakor i de svenska hushållen. Under 1940-talet var bakning något en husmor förväntades klara av. År 1945 gavs boken Sju sorters kakor ut för första gången och följdes sedan ständigt upp med nya upplagor, den 87:e utgavs 2005. Recepten i boken skulle vara lättlästa, billiga och goda. Boken var alltså anpassad för den vanliga husmodern och det folkliga umgänget.
Under perioden 1920–1960 hade kaféerna i Sverige sin storhetstid och därefter sjönk dess popularitet något. Orsaken var en samhällsutveckling som medförde en högre levnadsstandard och att det blev vanligare att umgås i hemmen. Antalet familjemedlemmar minskade och man bodde i större lägenheter med fler rum. Det blev även vanligare att umgås hemma framför TV:n, istället för att umgås på lokal.

### Konditorikulturen
Under 1800-talet fick den som ville köpa finare konfekt och konditorivaror vända sig till sockerbagaren. De första sockerbagarna hämtades dock redan på 1600-talet från kontinenten för att utöva hantverk i det svenska hovlivet där de fick tillverka exklusiva sockerarbeten till kungliga ceremonier och banketter. Under 1760-talet organiserade sockerbagarna sig till en egen yrkessocietet och under större delen av 1800-talet fanns det ungefär 40 verksamma sockerbagare på olika och egna adresser i Stockholm. Under seklets gång etablerades även sockerbagerirörelser i mindre städer, men på många håll fanns det inga alls. Många av de inarbetade konditorerna kom från Tyskland och Schweiz och flera av Stockholms mästare var utbildade i Frankrike. Till en början drev sockerbagarna handel i en gängse salubod, men under 1830-talet lanserades en mer kontinental modell för försäljningen av sötsaker och kaffebröd. Sockerbagarna började inreda sina butiker enligt utländska normer med bord och stolar där kunderna erbjöds en plats att äta och dricka tillsammans. Inredningen i rummen följde ofta samma stil med vissa givna komponenter. Hit hörde en flärdfull inredning med långa bakelsediskar, stora speglar i guldram, broderade draperier, ljuskronor, blomsterarrangemang, små runda marmorbord och stoppade sittmöbler klädda i röd sammet. Så såg det ut hos hovkonditorn Landelius på Storkyrkobrinken, hos konditorn Ferdinand de la Croix i basarbyggnaden på Norrbro och på Blanchs café i Kungsträdgården. Till sötsakerna serverades kaffe, te, likörer och vinblandningar. Därmed var det första riktiga konditoriet etablerat. Konditorierna under 1800-talet kom i vissa fall att kallas för schweizerier eftersom det var schweiziska sockerbagare som till en början stod för ruljansen.
Trots kulturella och sociala samhällsförändringar som omformat människors levnadsförhållanden, är 2000-talets konditorier utformade ungefär som under 1800-talet. Det klassiska konditoriet innehållande en disk med bakverk, små bord och stoppade möbler där man kan umgås och fika är bevarat ända in på 2000-talet.

#### Underhållning på konditorier
Det unika med konditorierna var också tillgången till underhållning. Kaffet och sötsakerna kunde avnjutas tillsammans med tidningar som fanns att låna. Ibland fanns det också sällskapsspel, biljard, schack och fortunabord. Det fanns även konditorier som arrangerade trolleriföreställningar och skådespel samt musikalisk aftonunderhållning. På så vis blev alltså Stockholms sockerbagare en typ av nöjesentreprenörer och deras sötsaker och fikabröd kom systematiskt att kopplas ihop med underhållning, flärd och socialitet. På konditorierna kunde kunderna sitta bekvämt, äta och dricka gott, sysselsätta sig med att läsa, titta på folk och samtala. Sötsaksköpet innebar alltså en möjlighet att konsumera hela det sociala och fysiska rummet med allt vad det innebar och konditoriernas framväxt var därför en viktig komponent för den svenska fikakulturen.

#### Placering i Stockholm
Under 1800-talet var sockerbagarnas adresser i Stockholm koncentrerade till två slags urbana miljöer. Till promenadstråk i park- och rekreationsmiljöer och till fashionabla kommersiella kvarter i centrum. Konditorier fanns längs Drottninggatan, på Regeringsgatan med dyra butiker runtomkring och på Norrbro vid Brunkebergstorg. Konditorierna kunde vidare hittas i Svenska trädgårdsföreningen, Kungsträdgården och Berzelii park. Nöjesinrättningar drevs också på flera av Djurgårdens konditorier.

#### Överklassen dominerade
Stockholms konditorier lokaliserades längs områden där de mest välbeställda skikten rörde sig och Stockholms offentliga fikakultur var koncentrerad till en viss del av befolkningen. I sockerbagarnas arrendekontrakt uttrycktes det ofta att konditorierna var avsedda för "en vårdad borgerlig publik" och inte för "den egentliga arbetarklassen och obildade allmogen". Människor som  besökte konditorierna beskrivs återkommande som "herrar och damer" eller "herrskap" från den "eleganta världen". Räkneböcker från Landelius konditori på Storkyrkobrinken ger på ett liknande sätt en bild av en bemedlad kundkrets präglad av bankirer, grosshandlare, ämbetsmän, adelsfamiljer, professorer och personer i hovstaterna.
Konditorierna expanderade senare i övriga delar av staden, till förorter och arbetarkvarter. Sötsaker tillsammans med nöjesaktiviteter blev alltså tillgängligt för fler människor i samhället. Att gå på konditori kom att bli ett folkligt vardagsnöje. Även ungdomarna började under 1950-vistas på konditorier för att umgås.

#### Kvinnorna tog plats på konditorier
Enligt 1800-talets synsätt var mannen länkad till det offentliga rummet och kvinnan till det privata inom hemmets sfär. En välbärgad kvinna skulle låta bli att ge sig in i Stockholms offentliga rum utan äkta man, jungfru eller äldre kvinnlig släkting som beskyddande sällskap.
Under större delen av 1800-talet utgjordes konditoribesökarna i stor utsträckning av män i sällskap eller ensamma. Under sekelskiftet 1900 skedde dock en förändring inom café- och fikakulturen. Konditoriet blev också en plats där de borgerliga kvinnorna, med bibehållet anseende, kunde vistas utan sällskap eller förkläde. De tidigare mansdominerade rummen övergick till kvinnorum dit kvinnor kunde komma utan sällskap för att fika och samtala. Innan kvinnorummen kunde en ensam kvinna på ett kafé riskera att anses som lössläppt eller omoralisk. Kvinnorna som besökte konditorierna under 1900-talet började tänja på gränserna för samhällets normer och därmed njuta av sin fritid och livets goda.
Till en början var det framförallt kvinnor som tillhörde Stockholms övre klasser som utnyttjade och träffades i kvinnorummen. Kvinnorna från arbetarklassen arbetade istället som servitriser, även när kaféerna var mansdominerade. De kvinnor som besökte kaféerna förväntades vara respektabla. Eftersom kvinnorummen var en plats för kvinnor från högre klasser blev detta tydligt.
Den mer inkluderande konditorikulturen blev mönsterbildande för landets mindre städer. I Visby lockades kvinnliga sällskap till Central-Caféet som hade en egen ingång och ett eget rum dedikerat till stadens kvinnor. I Kalmar öppnades också ett herr och Dam-Café, där damer och herrar vid alla tidpunkter serverades fika i separata rum.

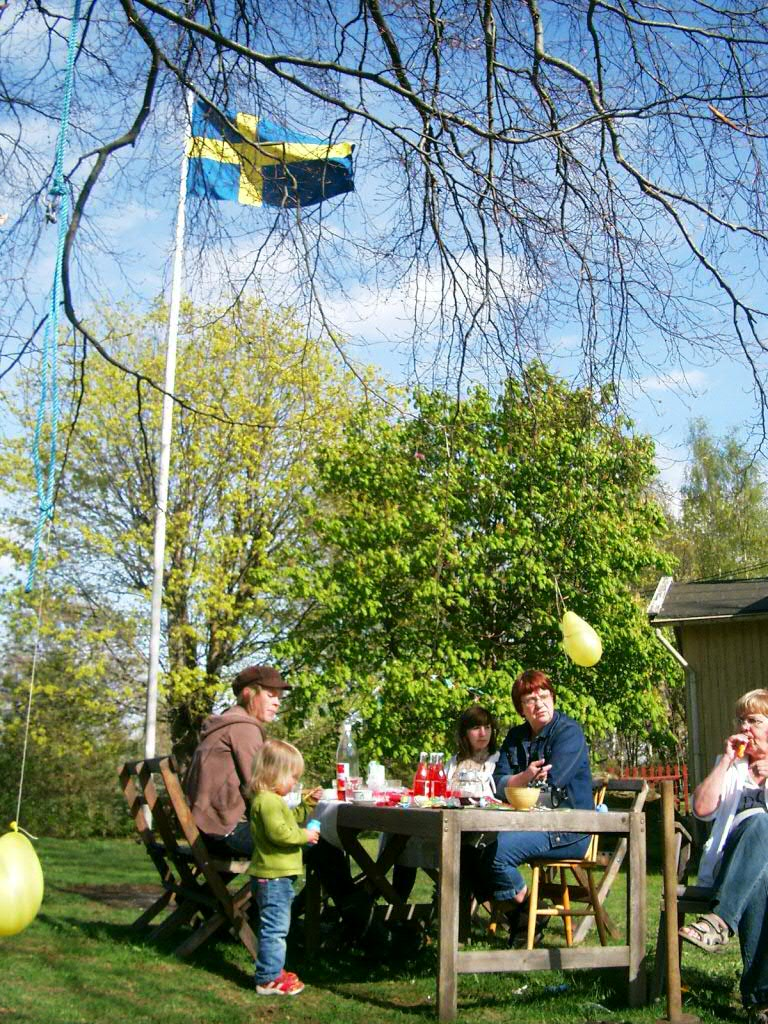
Utomhusfika på försommaren.

### Arbetsplatskulturen
Under 1800-talet spred sig kaffekulturen till fler mötesplatser och kaffet etablerades också på arbetsmarknaden. Gradvis blev fikat synonymt med en schemalagd arbetspaus både på för- och eftermiddagen. Fikarasten på arbetsplatsen blev en början till en demokratisering av arbetslivet. Vid fikarasten möttes nämligen företagets alla aktörer, VD såväl som verkmästare och samtalade tillsammans. En kort stund under dagen löstes hierarkierna upp och genom att fika tillsammans öppnades möjligheten upp för samtal mellan kollegor.

## Etymologi

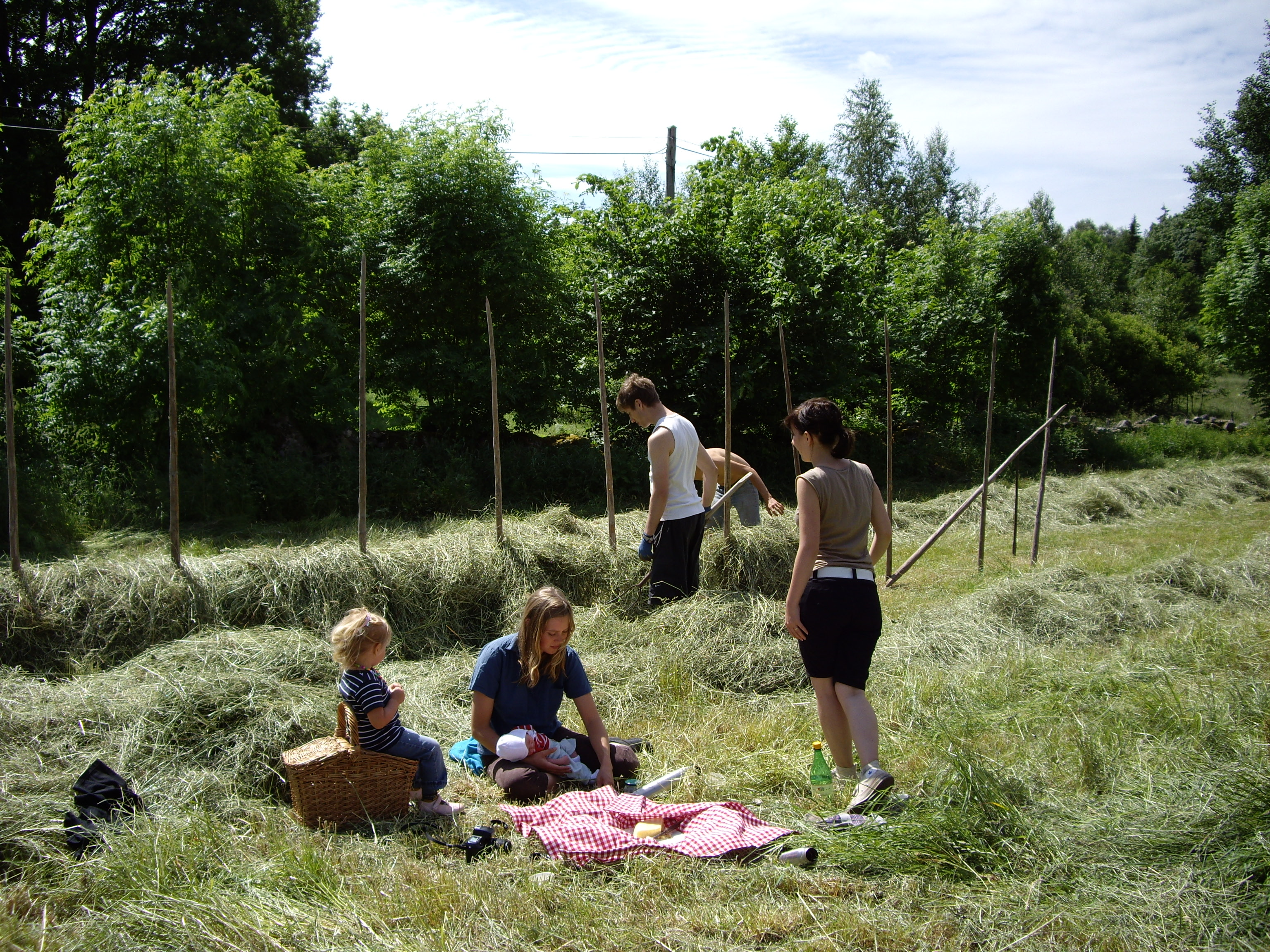
Fika i naturen, så kallad picknick.

Ordet fika i betydelsen att dricka kaffe finns belagt i svenskan sedan 1910. Enligt Herman Palms bok Hemliga språk i Sverige (1910) användes ordet fika på fängelset Långholmen, samt av Stockholms sotare där ordet fikhäck används för kafé; häck betyder hus på knallarnas hemliga språk månsing.
Enligt språkvetaren Lars-Gunnar Andersson bildades ordet fika genom omflyttning av stavelser (så kallad backslang) i ordet kaffi (en sidoform till kaffe). Från verbet bildades sedan ordet fik, i betydelsen ”kafé”, ”konditori”.
I Malung i Dalarna använde skinnberedarna förr ett hemligt språk, skinnarmålet. Skinnarmålet innebar att man kastade om stavelser och ljud i Malungsdialekten. Språket kom att föras vidare av gårdfarihandlare och användes ännu 1913 då Ola Bannbers gjorde uppteckningar i Västerdalarna. Kaffe hette enligt Bannbers ”fäka” eller "fik" – det dialektala ordet var kaffä – och kaffepanna ”fäkanapa”. Bannbers menar att ”fika” inte nödvändigtvis kommer från Stockholmsslang. 
Som jämförelse kan nämnas att i den franska slangen verlan finns ordet féka i stället för det vanliga franska ”café”.
Både ett fika (fikat) och en fika (fikan) förekommer i svenska språket, vilket bekräftas av SAOL publicerad 2015 och SO publicerad 2021. Verbet böjs som fikade och fikat.

## Kafékedjor
Kafé- och bagerikedjors etablering i Sverige under 1900-talet har påverkat fikakulturen och kafélivet i Sverige. Istället för att sitta ner och ta en fika kunde man köpa med sig kaffe i en pappmugg på vägen till jobbet, mötet eller under en promenad. Verksamma kafékedjor i Sverige under 2000-talet är exempelvis Espresso House, Wayne's Coffee, Gateau och Coffeehouse by George.

## Fikadagar
I Sverige finns det en tradition att fira temadagar kopplade till olika typer av bakverk. Äldre temadagar som är kopplade till kristna traditioner är exempelvis fettisdagen och våffeldagen. Det finns även temadagar som uppkommit ur andra syften.
| Namn                  | Datum             |
| --------------------- | ----------------- |
| Småkakans dag         | 6 januari         |
| Morotskakans dag      | 3 februari        |
| Fettisdagen           | 3 februari–9 mars |
| Punschrullens dag     | 7 mars            |
| Mazarinens dag        | 13 mars           |
| Pajdagen              | 14 mars           |
| Budapestbakelsens dag | 1 maj             |
| Chokladbollens dag    | 11 maj            |
| Muffinsens dag        | 27 maj            |
| Prinsesstårtans dag   | 14 juli           |
| Rulltårtans dag       | 9 augusti         |
| Chokladbiskvins dag   | 9 september       |
| Kanelbullens dag      | 4 oktober         |
| Kladdkakans dag       | 7 november        |
| Pepparkakans dag      | 9 december        |

## Andra betydelser
Ordet fika finns och har funnits i svenskan med andra betydelser långt innan det kom att syfta på ovanstående fenomen. Ett verb ”fika” finns, med bland annat betydelserna ”skynda, ila, hastigt bege sig (någonstans)”, ”vara ivrigt verksam, (ivrigt) sträva”, ”ha livligt begär, trakta efter, stå efter”. Detta fika återfinns i uttryck såsom "nyfiken" och ”fika efter (något)”.
Parallellt finns en användning av ordet fika där innebörden enbart är ”kaffe”, som i ”en kopp fika” (en kopp kaffe).
Även frukten fikon har i äldre tider benämnts ”fika”.